# Theridion dubium
Theridion dubium là một loài nhện trong họ Theridiidae.
Loài này thuộc chi Theridion. Theridion dubium được miêu tả năm 1877 bởi Bradley.